# احمدآباد رشتی
احمدآباد رشتی، روستایی از توابع بخش گاریزات شهرستان تفت در استان یزد ایران است.

## جمعیت
این روستا در دهستان گاریزات قرار دارد و براساس سرشماری مرکز آمار ایران در سال ۱۳۸۵، جمعیت آن ۵۸ نفر (۲۰خانوار) بوده‌است.